# Gustav Hartmann (Droschkenkutscher)

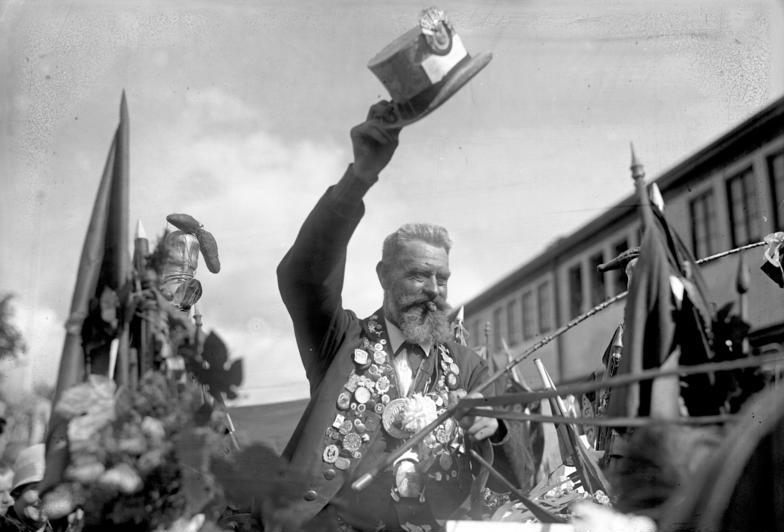
Ankunft des aus Paris zurückgekehrten Gustav Hartmann in Berlin

Gustav Andreas Theodor Hartmann (* 4. Juni 1859 in Magdeburg; † 23. Dezember 1938 in Berlin) war ein Droschkenkutscher aus Berlin-Wannsee, der als Eiserner Gustav bekannt wurde.

## Leben

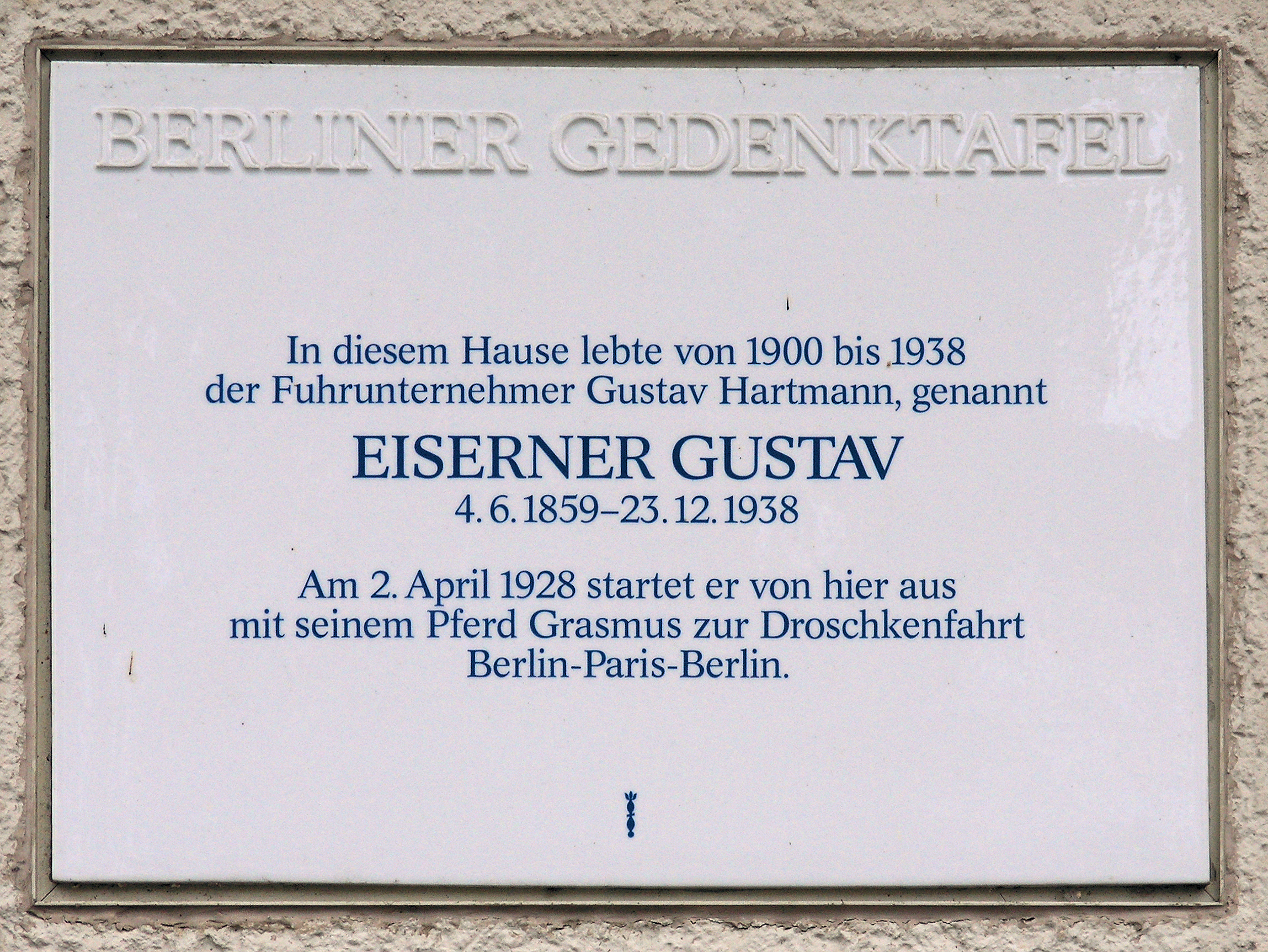
Berliner Gedenktafel am Haus Alsenstraße 11 in Berlin-Wannsee

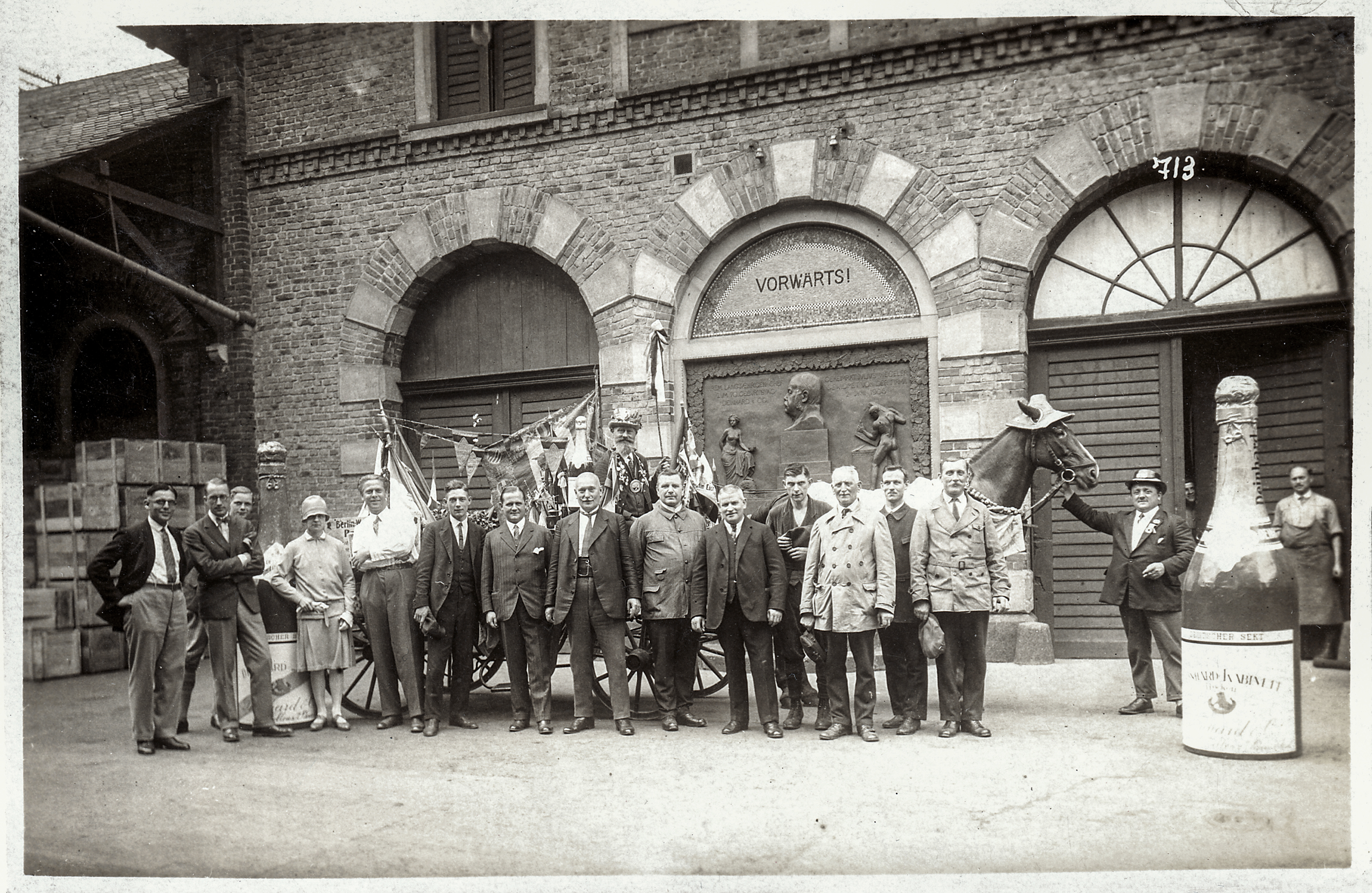
Gustav Hartmann zu Besuch bei Deinhard in Koblenz, 1928

Gustav Hartmann, Sohn eines Kutschers, absolvierte zunächst eine Lehre zum Bäcker, bevor er in die Reichshauptstadt Berlin zog. Dort eröffnete er zunächst einen Kolonialwarenladen, mit dem er allerdings wenig Erfolg hatte. Im Alter von 26 Jahren gründete er dann am 1. April 1885 sein eigenes Fuhrunternehmen in Wannsee, die „Wannseedroschken“.
Gustav Hartmann startete am 2. April 1928 mit seiner Droschke und dem Wallach Grasmus, begleitet von dem Zeitungsreporter Hans Hermann Theobald, zu einer Reise nach Paris, wo er am 4. Juni 1928 ankam. Diese Fahrt sollte eine Aktion gegen den Niedergang des Droschkengewerbes und die steigende Zahl von Autos sein. Die Fahrtstrecke betrug über 1000 Kilometer.

„Er stand immer am Bahnhof Wannsee mit seiner Kutsche. Und da hat man ihn schon den Eisernen Gustav genannt, weil er eisern auf den letzten Zug gewartet hat. Dann kam eines Tages eine Französin, Madame Rachel Dorange, und hat mit ihm gesprochen. „Ja, wo kommt denn Madame her?“ – „Aus Paris aufm Pferd.“ – „Ach, was eine Frau kann, das kann ich auch! Ich werde Sie im nächsten Jahr besuchen.““

„Der älteste Fuhrherr von Wannsee, Gründer der Wannseedroschken, erlaubt sich mit der Droschke 120 die letzte Fahrt Berlin – Paris zu machen, da das Pferde-Material im Aussterbeetat steht.“

## Nachwirkung

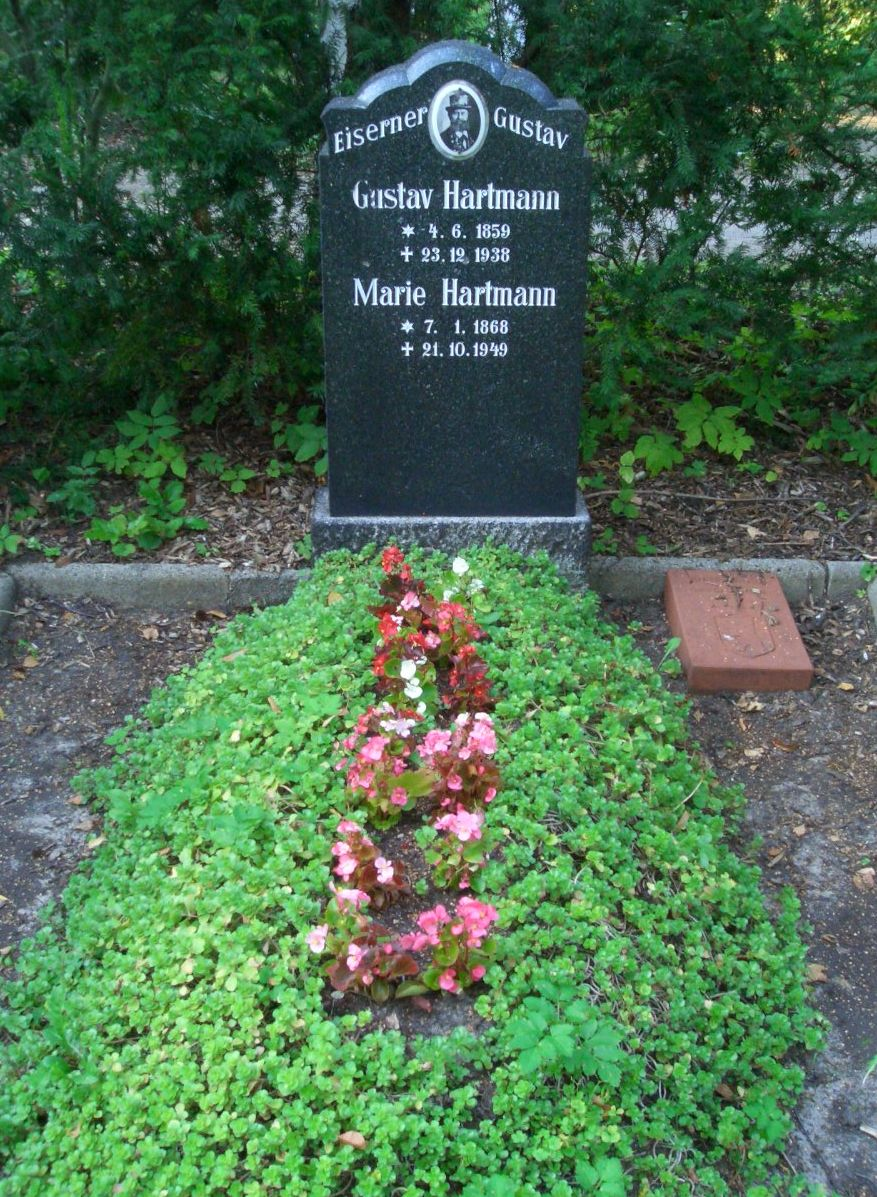
Ehrengrab von Gustav Hartmann auf dem Alten Friedhof Wannsee

Durch seine Reise berühmt geworden, gründete der „Eiserne Gustav“ nach seiner Rückkehr eine bis heute existierende Stiftung für die Hinterbliebenen von bei der Ausübung ihres Berufes zu Tode gekommenen Taxifahrern (Gustav-Hartmann-Stiftung).
Seine Geschichte wurde von Hans Fallada im 1938 veröffentlichten Roman Der Eiserne Gustav erzählt, wobei Fallada den Protagonisten seines Buches Gustav Hackendahl nannte. Der Roman wurde in viele Sprachen übersetzt und in einem gleichnamigen Spielfilm mit Heinz Rühmann sowie in einer siebenteiligen Fernsehserie mit Gustav Knuth verfilmt.
Entgegen der Legende, die auf der Darstellung Falladas beruht, lehnte Hartmann Kraftfahrzeuge im Droschkenwesen keineswegs kategorisch ab. Tatsächlich besaß er zur Zeit seiner Reise selbst ein Taxi.
Das Grab Gustav Hartmanns befindet sich auf dem Alten Friedhof Wannsee (Grablage: 9-7). Er ruht dort neben seiner Gattin Marie Hartmann (1868–1949). Als Grabstein dient eine gesockelte Stele aus schwarzem Granit, die ein Bildnismedaillon des „Eisernen Gustav“ trägt. Auf Beschluss des Berliner Senats ist die letzte Ruhestätte von Gustav Hartmann seit 1978 als Ehrengrab des Landes Berlin gewidmet. Die Widmung wurde zuletzt im Jahr 2021 um die übliche Frist von zwanzig Jahren verlängert.

### Ehrungen

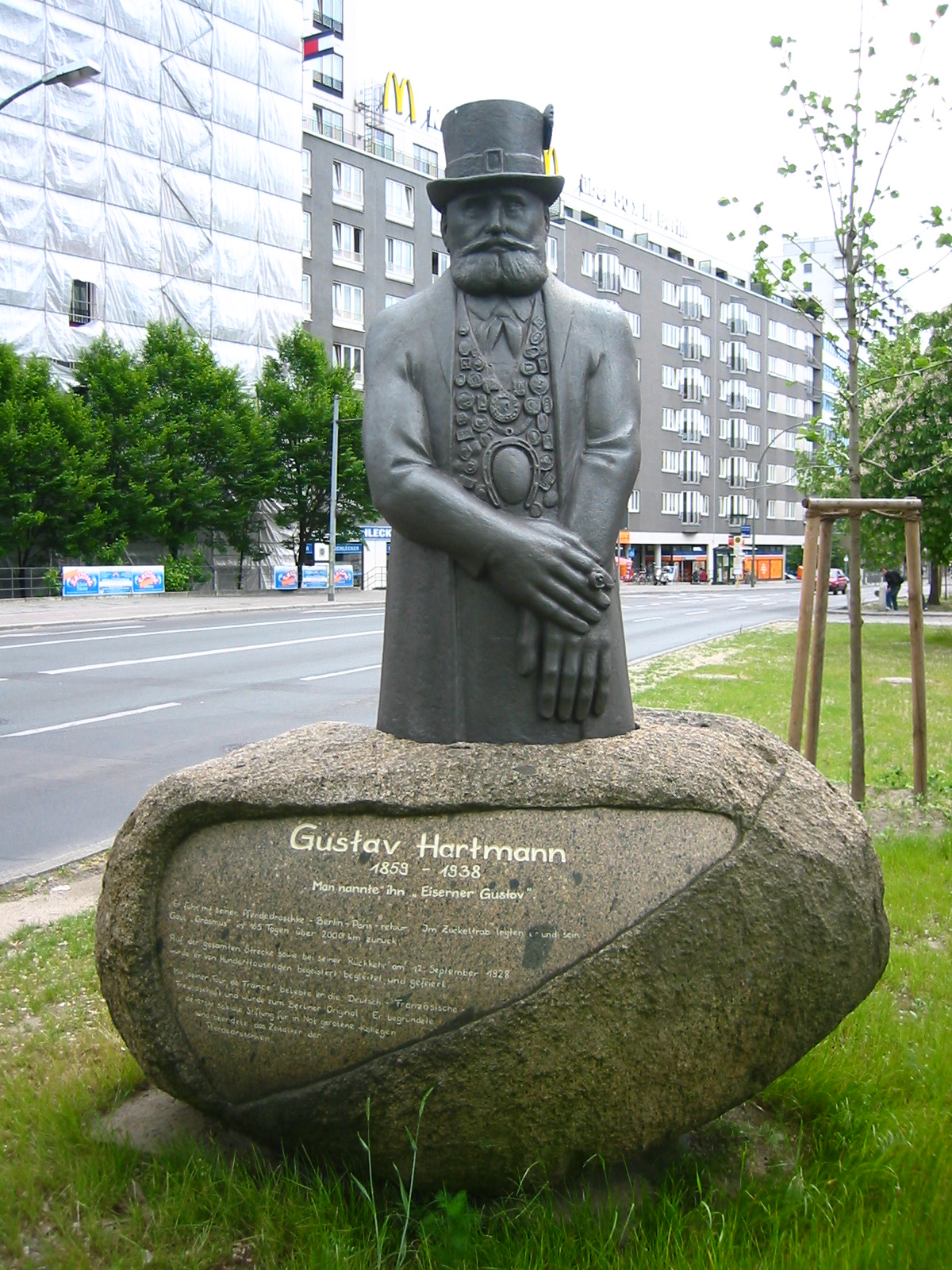
Denkmal für den Eisernen Gustav in Berlin-Tiergarten

In Berlin befindet sich an der Kreuzung der Potsdamer Straße mit dem Landwehrkanal auf dem Mittelstreifen der Bundesstraße 1 seit 2000 ein Denkmal für den „Eisernen Gustav“ (Lage), gestaltet von Gerhard Rommel.
An seinem Wohnhaus in der Alsenstraße 11 in Berlin-Wannsee, das er von 1900 bis zu seinem Tod bewohnte, ist eine Gedenktafel für Hartmann angebracht. Es gehört immer noch seinen Nachfahren.
Der zuvor unbenannte Vorplatz des Bahnhofs Wannsee, wo Hartmann mit seiner Kutsche auf Fahrgäste zu warten pflegte, bekam am 6. März 2000 den Namen Gustav-Hartmann-Platz.

„Obwohl er nicht französisch kann,

       hat er sich mit Paris verständigt.

       Denn dort, wo das Verstehen endigt,

       fängt die Verständigung erst an.“

## Verfilmungen
- 1958: Der eiserne Gustav, Spielfilm mit Heinz Rühmann in der Titelrolle
- 1979: Der eiserne Gustav, siebenteilige Miniserie mit Gustav Knuth in der Titelrolle[7]